# Astroma carbonelli
Astroma carbonelli är en insektsart som beskrevs av Liana 1980. Astroma carbonelli ingår i släktet Astroma och familjen Proscopiidae. Inga underarter finns listade i Catalogue of Life.